# Norra Hamngatan
A Norra Hamngatan – literalmente Rua Norte do Porto -  é uma rua do centro histórico da cidade de Gotemburgo, na Suécia.

Tem 700 m de extensão, começando em  Packhusplatsen e terminando em  Nils Ericsonsgatan.
É uma rua ladeada a sul pelo Grande Canal de Gotemburgo, e a norte por uma série de edifícios dos séculos XVII e XVII, conservando a atmosfera arquitetónica e cultural da época.

## Edifícios
- Museu da Cidade de Gotemburgo (Göteborgs stadsmuseum)
- Igreja Alemã de Gotemburgo (Tyska kyrkan)
- Câmara Municipal de Gotemburgo (Göteborgs Stadshus)
- Casa de Tham (Thamska huset)

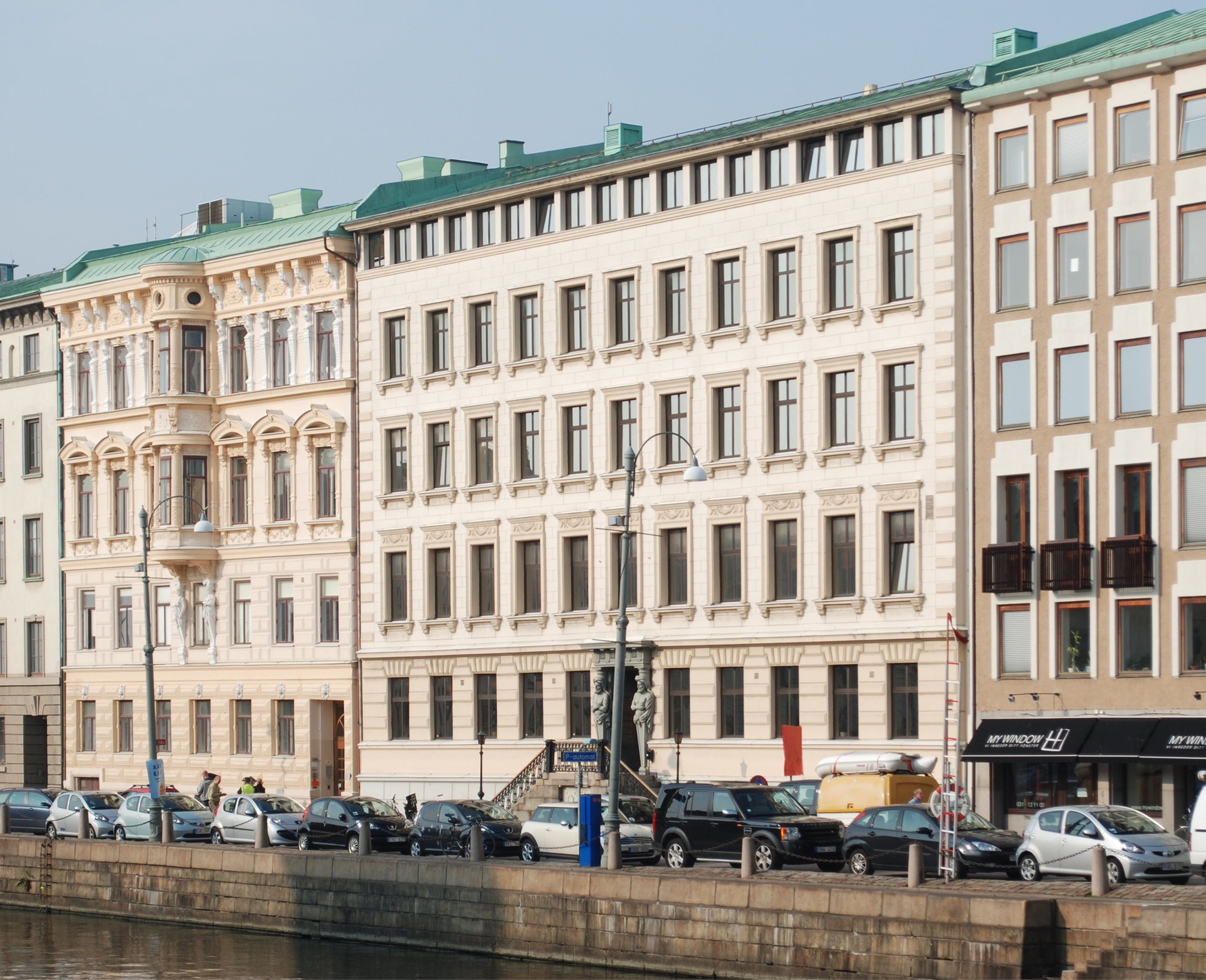
A Casa de Tham (Thamska huset)
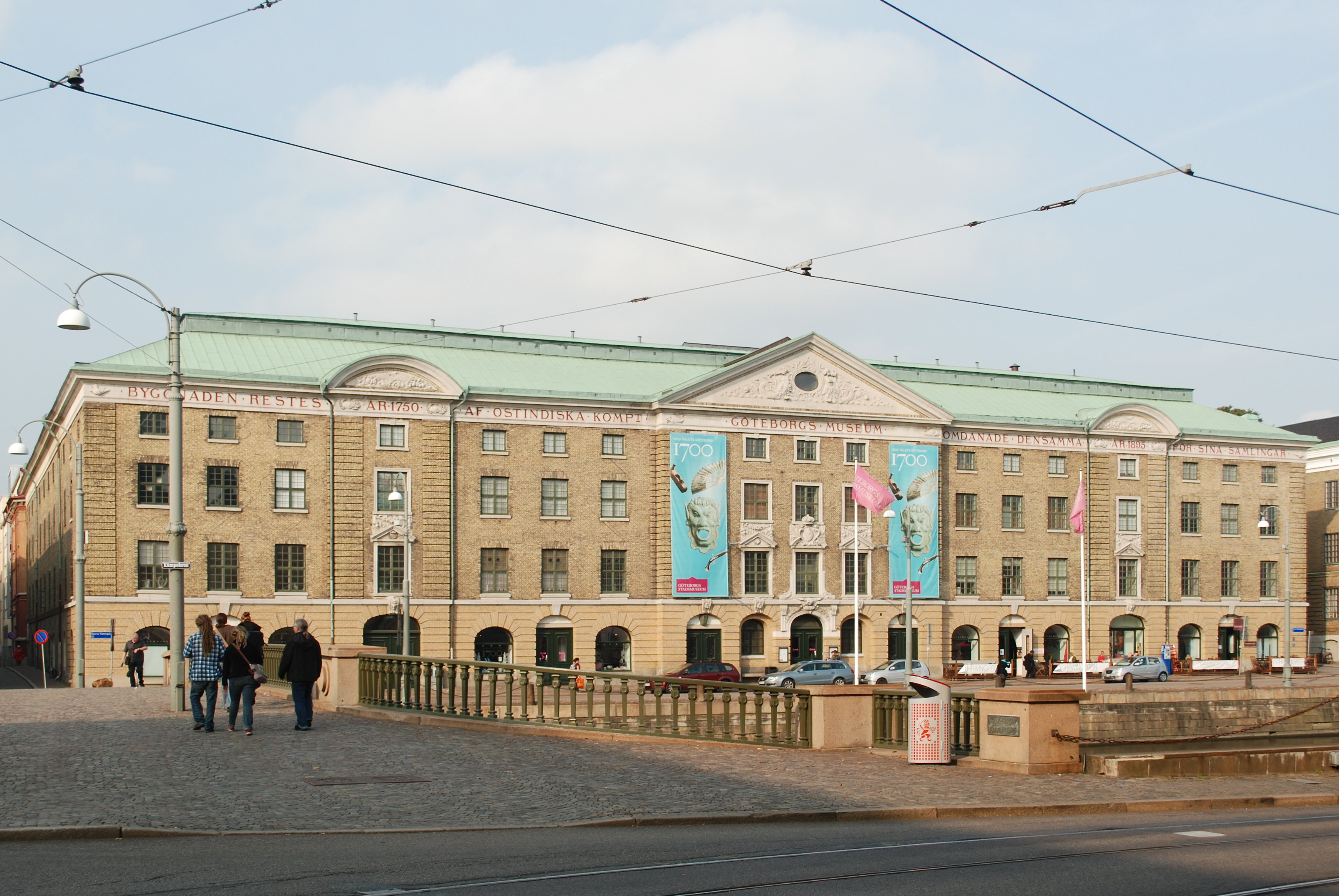
A Casa das Índias Orientais (Ostindiska huset)
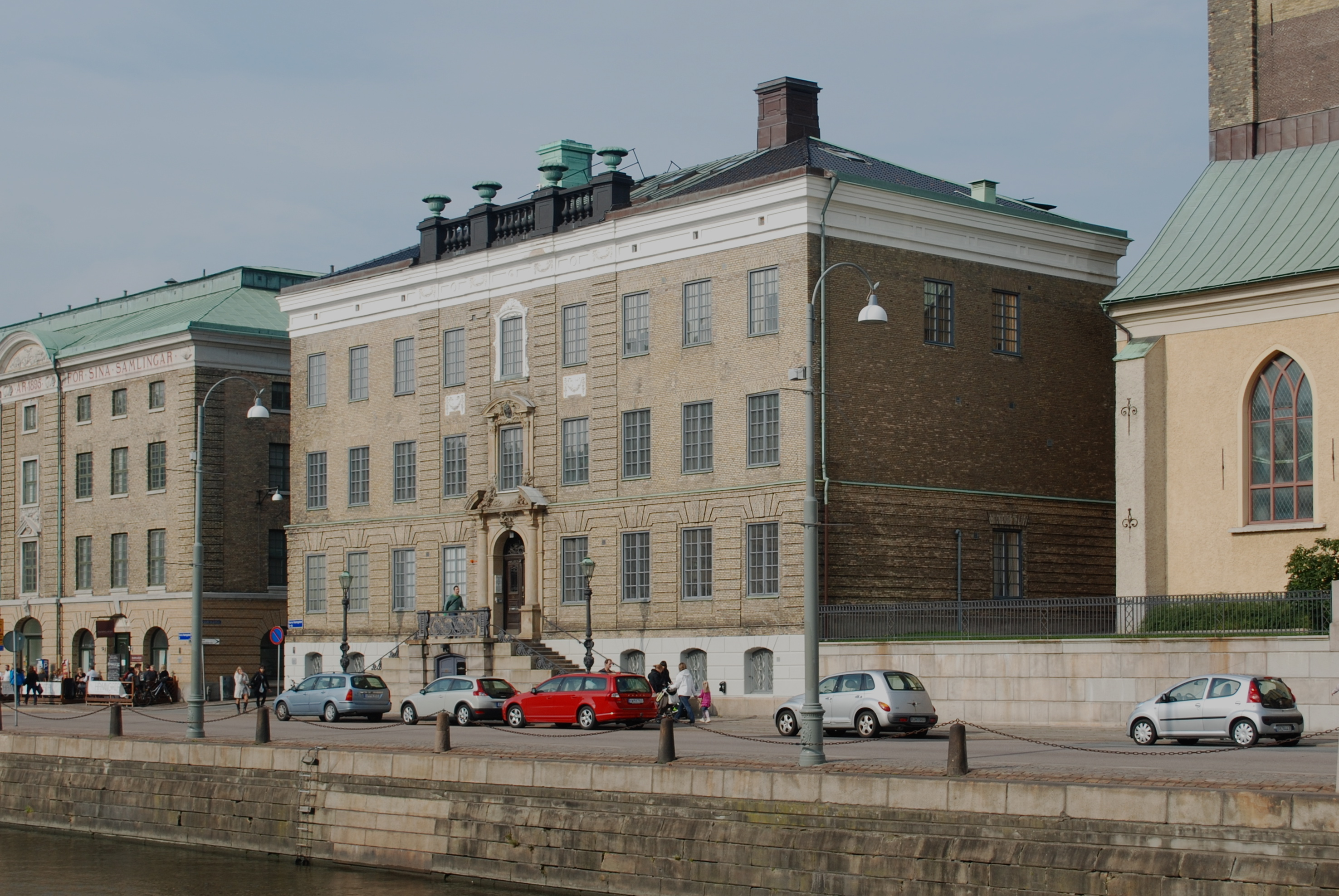
A Casa de Sahlgren (Sahlgrenska huset)
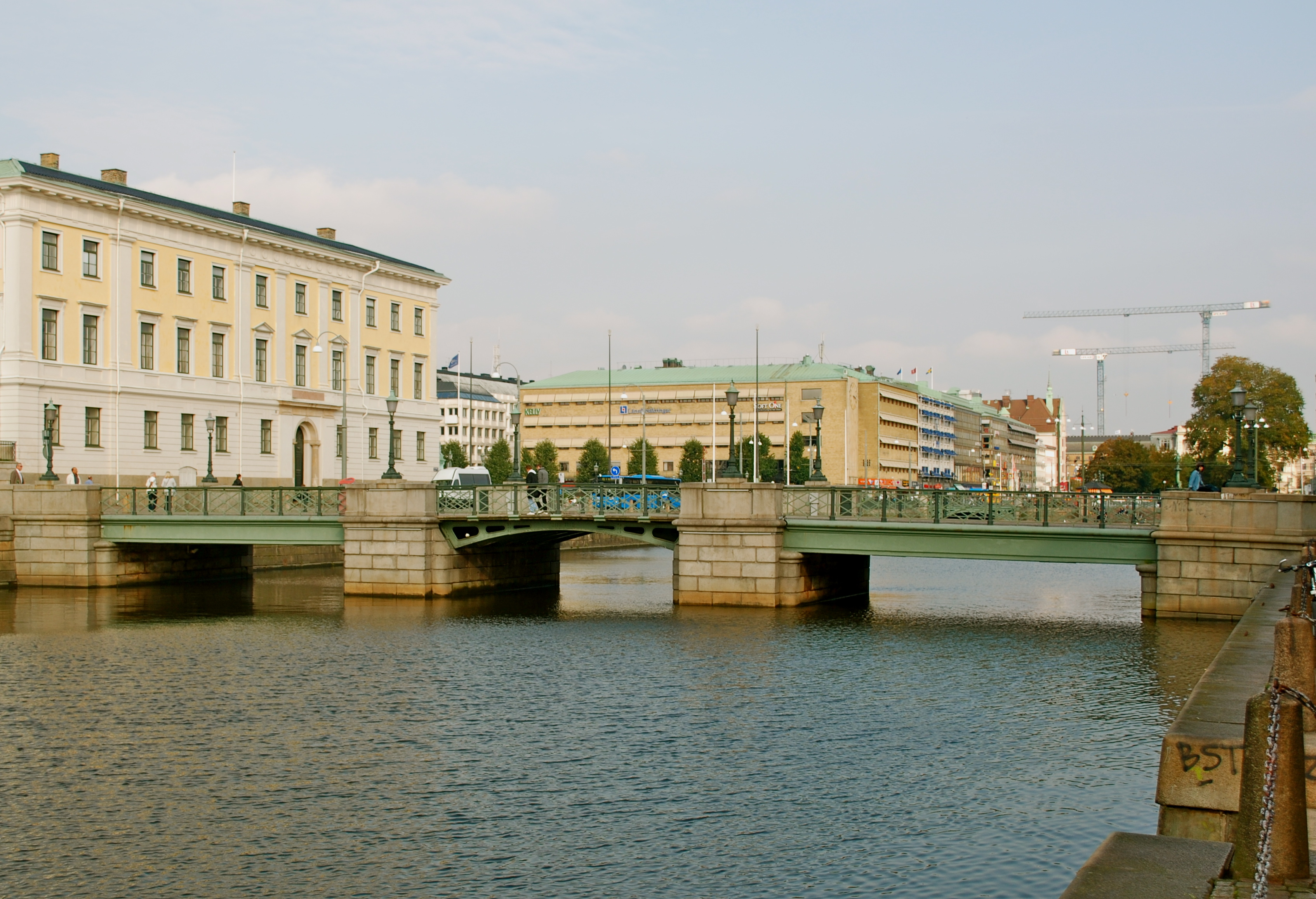
A Câmara  Municipal (Göteborgs Stadshus) e a Ponte Alemã (Tyska bron) sobre o Grande Canal (Stora Hamnkanalen)
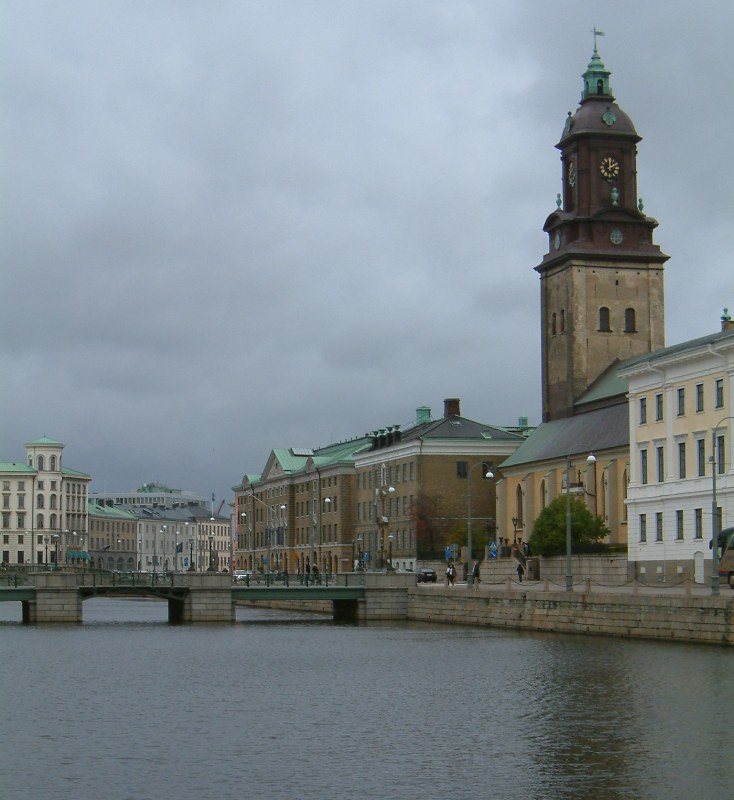
A Igreja Alemã (Tyska kyrkan)
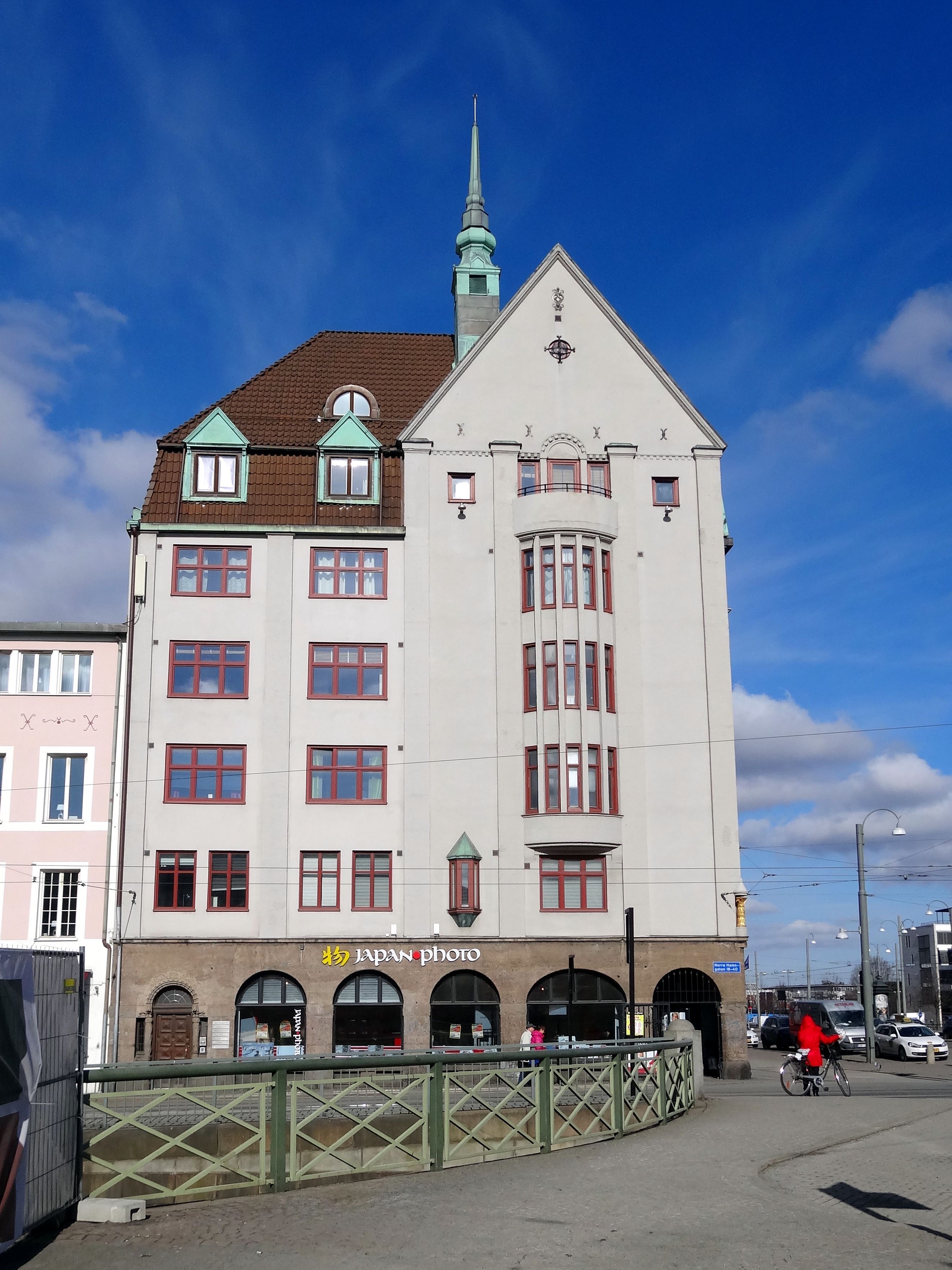
Norra Hamngatan 40